# Anna Hozakowska
Anna Hozakowska z domu Lasocka ps. „Dołęga” (ur. 3 lutego 1931, zm. 2 listopada 2016) – polska działaczka podziemia niepodległościowego w czasie II wojny światowej, uczestniczka powstania warszawskiego, działaczka kombatancka w ramach Światowego Związku Żołnierzy Armii Krajowej, dziennikarka.

## Życiorys
Była córką Marii i Jerzego. W czasie okupacji niemieckiej brała udział w powstaniu warszawskim. Po II wojnie światowej była wieloletnim pracownikiem Spółdzielni Wydawniczej "Czytelnik", a także sekretarzem redakcji czasopisma "Poland". Należała do Stowarzyszenia Dziennikarzy Polskich oraz Polskiego Towarzystwa Ziemiańskiego.
Jako działaczka kombatancka związana była ze Światowym Związkiem Żołnierzy Armii Krajowej oraz Związkiem Powstańców Warszawskich, który reprezentowała między innymi podczas uroczystości odsłonięcia Pomnika ks. Jana Twardowskiego w Warszawie.

## Wybrane odznaczenia
- Krzyż Komandorski z Gwiazdą Orderu Odrodzenia Polski (2016, pośmiertnie)[4]
- Krzyż Komandorski Orderu Odrodzenia Polski (2006)[5]
- Medal „Pro Memoria”[2]